# Velencei pátriárkák listája
Ez a lista a Velencei patriarkátus legfőbb tisztségviselőinek, a velencei pátriárkáknak a nevét tartalmazza időrendben.  
- San Lorenzo Giustiniani (1451–1456);
- Giovanni Barozzi (?-1466).
- Maffeo Gherardi (1466–1492).
- Thomas Donatus (1495-?).
- Marco Cornaro (1482–1524).
- Gerolamo Querini (1524–1554).
- Pietro Francesco Contarini (1554–1555).
- Vincenzo Diedo (1555–1559).
- Giovanni Trevisan (1559–1591).
- Lorenzo Priuli (1591–1600).
- Matteo Zane (1600–1608).
- Francesco Vendramin (1608–1616).
- Giovanni Tiepolo (1619–1630).
- Federico Corner (1630–1644).
- Gianfranco Morosini (1644–1677).
- Alvise Sagredo (1678–1688).
- Gianalberto Badoaro (1688–1714).
- Pietro Barbarigo (1714-?).
- Marco Gradenigo (?-1734).
- Francesco Antonio Correr (1734–1741).
- Aloysius Foscari (1741–1758).
- Giovanni Bragadin (1758–1775).
- Fridericus Maria Giovanelli (1776–1800).
- Ludovico Flangini Giovanelli (1801–1804).
- Nicolaus Xaverius Gamboni (1807–1808).
- Stefano Bonsignore (1811-1813, Napóleon császár által kinevezett ellenpátriárka).
- Francesco Milesi (1816–1819).
- Pyrker János László (1820–1826).
- Giacomo Monico (1827–1851).
- Angelo Ramazzotti (1858–1861).
- Giuseppe Luigi Trevisanato (1862–1877).
- Domenico Agostini (1877–1891).
- Giuseppe Melchiorre Sarto (1896–1903). 1903-tól X. Piusz pápa.
- Aristide Cavallari (1904–1914).
- Pietro La Fontaine (1915–1935).
- Adeodato Giovanni Piazza (1936–1948).
- Carlo Agostini (1949–1952).
- Angelo Giuseppe Roncalli (1953–1958). 1958-tól XXIII. János pápa.
- Giovanni Urbani (1958–1969).
- Albino Luciani (1970–1978). 1978-ban I. János Pál pápa.
- Marco Cé (1979–2002).
- Angelo Scola (2002–2012).
- Francesco Moraglia (2012–)

## Fordítás
- Ez a szócikk részben vagy egészben  a   Patriarcato di Venezia című olasz Wikipédia-szócikk ezen változatának fordításán alapul.  Az eredeti cikk szerkesztőit annak laptörténete sorolja fel. Ez a jelzés csupán a megfogalmazás eredetét és a szerzői jogokat jelzi, nem szolgál a cikkben szereplő információk forrásmegjelöléseként.